# Reserva índia Round Valley
La reserva índia Round Valley és la reserva de la tribu reconeguda federalment tribus índies Round Valley, i està situada al nord del comtat de Mendocino (Califòrnia), Estats Units. Un petita part s'estén al sud pel nord del comtat de Trinity. La superfície total de la reserva, incloent les àrees externes en fideïcomís, és de 93,939 km². Més de dues terceres parts de l'àrea són terres en fideïcomís fora de la reserva, inclosos 1,64 km² a la comunitat de Covelo. La població resident total segons el cens del 2000 era de 300 persones, de les quals 99 viuen a Covelo.

## Història dels indis Round Valley
Els indis Round Valley consisteixen en la Comunitat Índia Covelo. Aquesta comunitat és una acumulació de petites tribus; els yukis, habitants originals de Round Valley, Concow, Little Lake i altres pomo, nomlakis, cahto, wailaki, i Pit River. Es van veure obligats a establir-se a la terra abans ocupada per la tribu yuki.

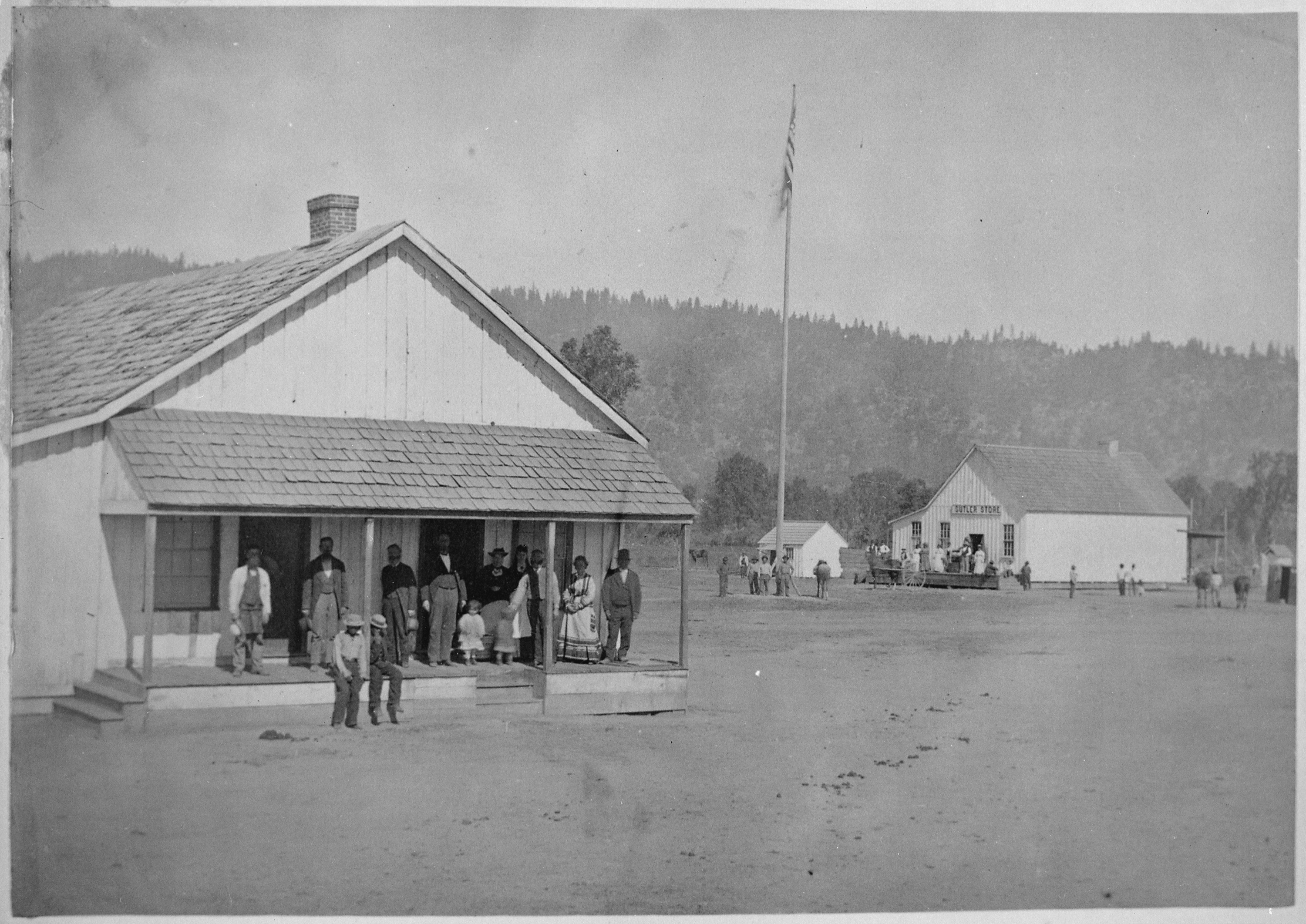
Oficina de l'Agència de Round Valley, 1876

La Reserva Índia de Round fou creada en 1856 com la Nome Cult Farm, una extensió administrativa de la reserva Nome Lackee situada al límit nord-oest de la vall del Sacramento, una de les cinc reserves a Califòrnia legislades pel Govern dels Estats Units el 1852. El sistema de reserves índies tenia un doble propòsit: protegir els indis separant-los dels colons que arribaven a Califòrnia en nombre creixent, i mantenir les terres indígenes fora de l'ús dels colons.
Quan es va establir la reserva els yukis de Round Valley van ser forçats a una situació difícil i inusual. La seva pàtria tradicional no ha estat totalment ocupada pels colons com a altres parts de Califòrnia. En canvi, una petita part d'ella estava reservada especialment per al seu ús, així com l'ús d'altres indis, molts dels quals eren enemics dels yuki. Els yukis va haver de compartir casa amb desconeguts que parlaven altres llengües, tenien altres creences i utilitzaven la terra i els seus productes de manera diferent.
Els amerindis van arribar a Round Valley com ho van fer a les altres reserves, per la força. La paraula "conduir", àmpliament utilitzada en el moment, és descriptibs de la pràctica de "aplegament" i "trasllat" d'indis com ramat a la reserva on van ser "acorralats" per tanques altes de piquetes. Aquests trasllats van tenir lloc en qualsevol temps i estació, i la gent gran i els malalts sovint no sobreviuen.
Després d'anys de matrimonis mixtes va emergir una comunitat unificada amb un estil de vida i una base de terra comuna. Els descendents de yukis, concow maidus, Little Lake i altres pomo, nomlakis, cahto, wailakis i Pit River formaren una nova tribu a la reserva, la comunitat índia de Covelo, que més tard es va anomenar tribus índies Round Valley. La seva herència és una rica combinació de cultures diferents, amb una experiència de reserva i història comuna.

## Fort Wright
Entre juliol de 1856, quan el Superintendent d'Afers Indis Thomas J. Henley, va sol·licitar la designació oficial de la vall com a Granja Nome Cult, i la concessió de la sol·licitud en 1858, Round Valley es va omplir lentament amb granges i ranxos malgrat el seu estatut de reserva. Les relacions entre els diversos grups indígenes, colons i treballadors blancs de la reserva va arribar a un estat d'hostilitat extrema. El vessament de sang es va convertir en un fenomen freqüent i els colons van massacrar als indis. El Superintendent Henley va demanar la intervenció de l'exèrcit dels Estats Units a la vall.
Més tard, en 1858, una companyia de l'Exèrcit dels Estats Units marxà cap a Benicia, al comtat de Mendocino. Degut a les inclemències del temps l'expedició fou obligada a aturar-se a Fort Weller a la vall de Redwood, però el tinent Edward Dillon fou enviat amb un grup de disset homes a ocupar les casernes de Round Valley. Pel desembre de 1862 s'hi va establir Fort Wright, al límit occidental de la vall.
Originalment els soldats havien de protegir als indis contra els atacs blancs, però aviat, com a part de la guerra de Bald Hills, van ser desplegats per capturar indis a tota la zona i confinar-los a la reserva.

## Legislació federal
El president Ulysses S. Grant va establir formalment la Reserva índia Round Valley per Ordre Executiva de 30 de març de 1870, de conformitat amb la Llei de Quatre Reserves de 1864. Des de llavors la vida a la reserva Round Valley s'ha vist afectada per la legislació federal. Dos dels impactes més significatius foren la Llei Dawes de 1887, també coneguda com a Llei d'Adjudicació, i la Llei de Reorganització Índia de 1934, coneguda com a IRA.
La Llei d'Adjudicació provocà el 1894 la subdivisió de la reserva en parcel·les de 5 i 10 acres (40 metres quadrats) que foren distribuïts a les famílies. Mitjançant l'assignació de peces específiques de terres a particulars la llei obrí la porta a la propietat privada de la terra als indis. Encara que la terra va ser assignada, encara estava en fideïcomís del govern. No obstant això en 1920 es va permetre als parcel·listes a "registrar" llur terra: rebre un títol de propietat en renunciar a la seva condició de fideïcomís i beneficis concomitants, com la llibertat de taxació. Com a resultat alguns habitants de Round Valley van perdre les seves terres. O bé no podien pagar els nous impostos o les venien als blancs o als altres indis per efectiu. Altres prosperaren mitjançant l'establiment de l'agricultura i la ramaderia. Arrenden terres addicionals i conrearen hortalisses i farratge, i criaren porcs i bestiar .
El 1934 el Congrés dels Estats Units va aprovar la Llei de Reorganització Índia. En nom de la promoció de l'autonomia, només aquelles organitzacions índies que consistien en consells electes en lloc de les basades en les tradicions culturals van ser reconegudes com a tribus per l'Oficina Federal d'Afers Indis (BIA). Els indis de Round Valley elegiren conjuntament un consell tribal i van redactar una constitució encara vigent. Juntament amb aquesta alteració en la gestió tribal també va ser instituïdes tot un seguit de noves regulacions destinades a aturar la pèrdua de la terra de la comunitat índia. L'IRA va derogar la Llei d'Adjudicació i els indis a la reserva van ser privats de la capacitat legal per comprar i vendre terres i per demanar préstecs. La terra es posà de nou en fideïcomís i les terres del fideïcomís no es podia utilitzar com a garantia.
Quan fou reconeguda per primera vegada, la tribu i reserva eren coneguts com la Comunitat Índia Covelo.